# Urayasu
Urayasu è una città giapponese della prefettura di Chiba.

## Amministrazione

### Gemellaggi
- Orlando